# Phaea lateralis
Phaea lateralis là một loài bọ cánh cứng trong họ Cerambycidae.